# Guldborgsunds kommun
Guldborgsunds kommun är en kommun i Region Själland i östra Danmark. Den bildades 1 januari 2007 och har staden Nykøbing Falster som centralort. Kommunen, som ligger vid sundet mellan öarna Falster och Lolland, tillhör den nybildade Region Själland. Ytan är 903,42 km² och invånarantalet 63 533 (2005).
Kommunen bildades genom en sammanslagning av följande kommuner:
- Nykøbing Falsters kommun
- Nysteds kommun
- Nørre Alslevs kommun
- Sakskøbings kommun
- Stubbekøbings kommun
- Sydfalsters kommun

## Viktigare tätorter
- Gedser
- Guldborg
- Marielyst
- Nagelsti
- Nykøbing Falster
- Nørre Alslev
- Sakskøbing
- Sundby
- Stubbekøbing
- Toreby
- Øster Toreby

## Socknar
| 1. Vålse socken 2. Kippinge socken 3. Nørre Vedby socken 4. Nørre Alslevs socken 5. Gundslevs socken 6. Vigsnæs socken 7. Brarups socken 8. Nørre Kirkeby socken 9. Torkilstrups socken 10. Lillebrænde socken 11. Stubbekøbings socken 12. Maglebrænde socken 13. Åstrups socken socken 14. Sakskøbings socken 15. Tårs socken 16. Majbølle socken 17. Stadagers socken 18. Ønslevs socken 19. Eskilstrups socken 20. Falkerslevs socken 21. Horbelevs socken 22. Våbensteds socken 23. Radsteds socken 24. Tingsteds socken 25. Systofte socken 26. Nørre Ørslevs socken 27. Horreby socken 28. Karleby socken 29. Sønder Kirkeby socken 30. Sønder Alslevs socken 31. Engestofte socken 32. Slemminge socken 33. Fjelde socken 34. Toreby socken 35. Nykøbing F socken 36. Idestrups socken 37. Godsteds socken 38. Musse socken 39. Døllefjelde socken 40. Bregninge socken 41. Kettinge socken 42. Væggerløse socken 43. Vester Ulslevs socken 44. Øster Ulslevs socken 45. Herritslevs socken 46. Vantore socken 47. Nysteds socken 48. Skelby socken 49. Gedesby socken 50. Gedsers socken |